# Louis Auguste-Dormeuil
Louis Albert Auguste-Dormeuil (* 25. August 1868 in Croissy-sur-Seine; † 8. Oktober 1951 in Saint-Germain-en-Laye) war ein französischer Segler.

## Erfolge
Louis Auguste-Dormeuil nahm an den Olympischen Spielen 1900 in Paris teil, wo er in drei Wettbewerben antrat. Mit seiner Yacht Pettit-Poucet wurde er in der gemeinsamen Wettfahrt disqualifiziert und schloss die erste Wettfahrt in der Bootsklasse 0,5 bis 1 Tonne auf dem siebten Platz ab. Die zweite Wettfahrt segelte er mit der Carabinier, mit der er die Wettfahrt vor Émile Michelet mit der Scamasaxe und Jules Valton mit der Crabe II als Olympiasieger beendete.
Sein Großneffe Pierre Dormeuil war Teilnehmer des Skeletonwettbewerbs der Olympischen Winterspiele 1928.